# Högby landskommun, Östergötland
Högby landskommun var en kommun i Östergötlands län. 

## Administrativ historik
Landskommunen inrättades i Högby socken i Göstrings härad när 1862 års kommunalförordningar trädde i kraft 1863. 1880 införlivades Västra Skrukeby landskommun. Vid kommunreformen 1952 uppgick den i Mjölby stad som 1971 uppgick i Mjölby kommun.

## Politik

### Mandatfördelning i valen 1938-1946
| 8 | 4 | 3 |

| 15 |

| 9 | 3 | 3 |

| 15 |

| 9 | 3 | 3 |

| 12 | 3 |